# Dysenterie
Dysenterie is een zware vorm van diarree die wordt gekenmerkt door de aanwezigheid van bloed in de ontlasting.
Er zijn talloze oorzaken van dit ziektebeeld. Twee bekende varianten van dysenterie zijn:
- Shigellose, die veroorzaakt wordt door bacteriën uit het geslacht Shigella. Een patiënt met shigellose zal vaak herstellen zonder antibiotica. Wel is toedienen van extra vocht in een speciale samenstelling noodzakelijk, omdat de patiënt door de heftige diarree uitdrogingsverschijnselen kan krijgen. Een behandeling wordt echter vaak aangeraden omdat de ziekte relatief ernstig en zeer besmettelijk is. De ziekte kan overgedragen worden via handdrukken, deurkrukken, toiletbrillen enzovoort.
- Amoebedysenterie, die veroorzaakt wordt door amoeben. Amoebedysenterie wordt overgedragen door besmet water en staat bekend als reizigersdiarree, hoewel het soms ook wordt waargenomen in geïndustrialiseerde landen. Een infectie van de lever met vorming van amoebeabcessen kan voorkomen. De ziekte kan behandeld worden met antibiotica.

De ziekte kwam onder andere in de 18de eeuw veelvuldig voor op het Brabantse platteland en was beter bekend onder naam "rode loop". De ziekte was in deze tijden dikwijls fataal bij kinderen en oudere zwakke mensen.
- Tyfus en dysenterie hebben de Grande Armée van Napoleon in Rusland gedecimeerd.
- Meer dan 80.000 Union-soldaten stierven aan dysenterie tijdens de Amerikaanse Burgeroorlog.[1]